# Spahi
Spahi (også sipahi, sepahi eller spakh; fra tyrkisk sipahi, oprindelig fra persisk سپاهی, sepâhi) var oprindeligt navnet på det fornemste af seks rytterkorps ("kapu kuli"), som aflønnedes af den osmanniske statskasse. Senere overgik navnet til alle disse korps og endelig til alt irregulært rytteri. 
Franskmændene brugte betegnelsen for det rytteri, som de oprettede i Afrika af nordafrikanske styrker. Spahi, som oprindelig kun var beregnet til ordonnanstjeneste, udgjorde i 1834 4 eskadroner, men var i 1845 vokset til 3 regimenter, hver på 6 eskadroner. De blev siden ligestillet med det øvrige kavaleri. 1er régiment de spahis, en panserbataljon i 6. lette panserbrigade (6ème BLB), er i dag alene om at bære det nordafrikanske kavaleris traditioner i den franske hær.
Det engelske udtryk sepoy kommer af spahi, fra persisk via urdu.